# Virus Ebola-Reston
El virus Reston (RESTV) es uno de los seis virus conocidos del género Ebolavirus. El virus Reston causa la enfermedad por el virus del Ébola en primates no humanos; a diferencia de los otros cinco ebolavirus, no se sabe que cause enfermedad en humanos, pero ha causado infecciones asintomáticas.  El virus Reston se describió por primera vez en 1990 como una nueva "cepa" del virus del Ébola (EBOV). Es el único miembro de la especie Reston ebolavirus, que se incluye en el género Ebolavirus, familia Filoviridae, orden Mononegavirales. El virus Reston debe su nombre a Reston, Virginia, EE. UU., donde se descubrió por primera vez.
El RESTV fue descubierto en macacos cangrejeros por los Laboratorios Hazleton (ahora Labcorp Drug Development) en 1989. Esto atrajo la atención de los medios de comunicación debido a la ubicación de Reston en el área metropolitana de Washington D. C. y la letalidad de un virus Ébola estrechamente relacionado. A pesar de su estatus como organismo de nivel 4, el virus Reston no es patógeno para los humanos, aunque sí peligroso para los monos; la percepción de su letalidad se vio agravada por la coinfección del mono con el virus de la fiebre hemorrágica de Simios (SHFV). A pesar de las investigaciones en curso, aún no se han descubierto los factores determinantes de la falta de patogenicidad humana.

## Nomenclatura

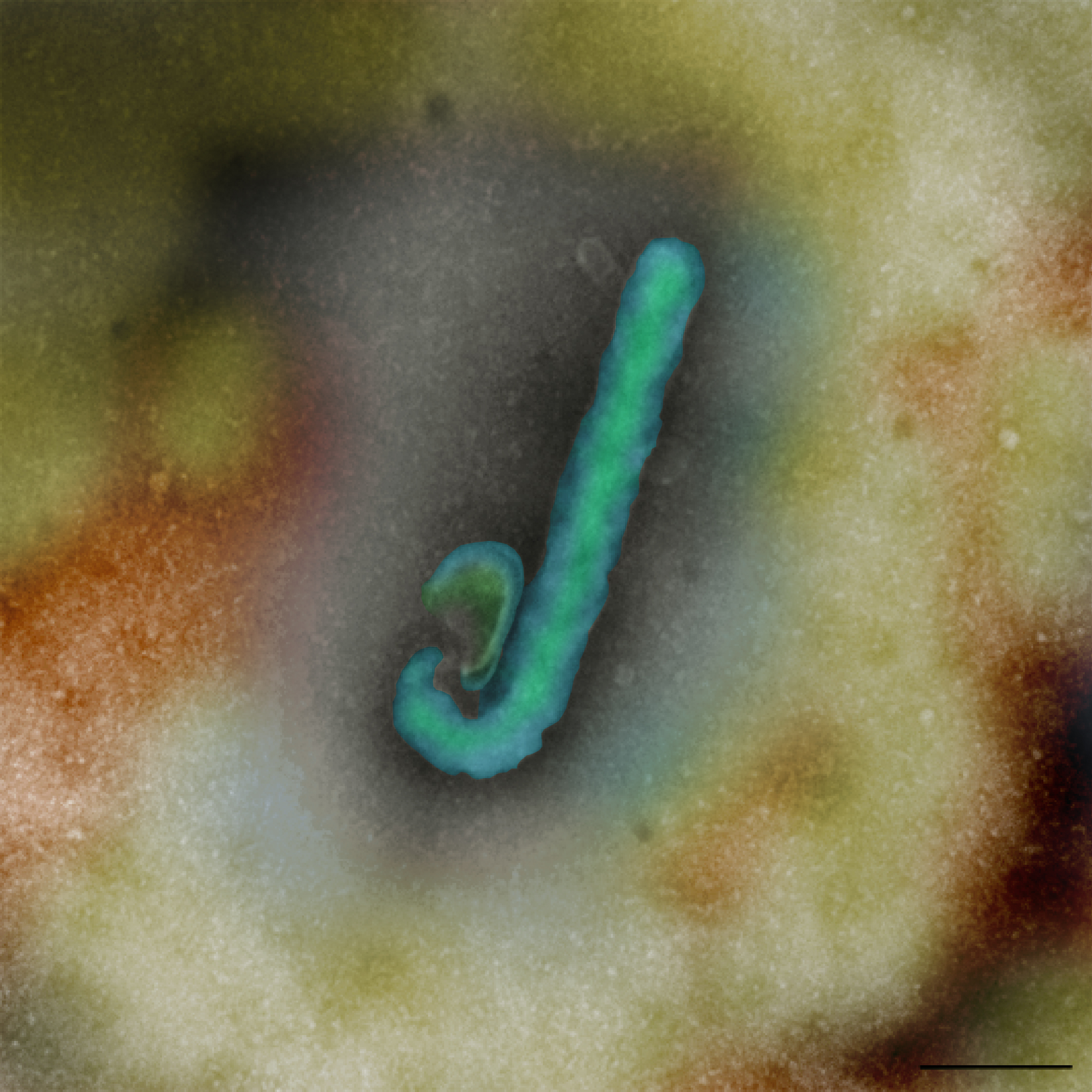
Micrografía electrónica de transmisión coloreada artificialmente del virus Reston

El virus de Reston se introdujo por primera vez como una nueva "cepa" del virus del Ébola en 1990. En 2000, recibió la designación de virus del Ébola de Reston y, en 2002, se cambió el nombre a  Ebolavirus Reston. Las abreviaturas anteriores del virus eran EBOV-R (por Ebola virus Reston) y, más recientemente, REBOV (por Reston Ebola virus o Reston ebolavirus). El virus recibió su designación actual en 2010, cuando pasó a llamarse virus Ebola-Reston (RESTV).
Un virus de la especie Reston ebolavirus es un virus Reston (RESTV) si tiene las propiedades de los ebolavirus Reston y si su genoma diverge del del virus Reston prototipo. Por ejemplo, existe la variante Pennsylvania del virus Reston (RESTV/Pen), que difiere en menos de un 10% a nivel de nucleótidos.

## Historia

### Descubrimiento
Mientras investigaba un brote de fiebre hemorrágica de los simios (SHFV) en noviembre de 1989, un microscopista electrónico del USAMRIID llamado Thomas W. Geisbert descubrió filovirus de aspecto similar al virus del Ébola en muestras de tejido tomadas de un macaco cangrejero importado de Filipinas a los laboratorios Hazleton de Reston, Virginia. El filovirus fue aislado posteriormente por el Dr. Peter Jahrling y, durante tres meses, más de un tercio de los monos murieron, a razón de dos o tres al día.
Durante el incidente se tomaron muestras de sangre a 178 manipuladores de animales, de los cuales seis acabaron seroconvirtiendo y dieron positivo en la prueba ELISA. Sin embargo, permanecieron asintomáticos. En enero de 1990, un operario de Hazelton se cortó mientras realizaba la necropsia del hígado de un Cynomolgus infectado. Bajo la dirección de los Centros para el Control y la Prevención de Enfermedades (CDC), el operario fue puesto bajo vigilancia durante el periodo de incubación. Al no enfermar, se concluyó que el virus tenía una baja patogenicidad en humanos.

### Investigación

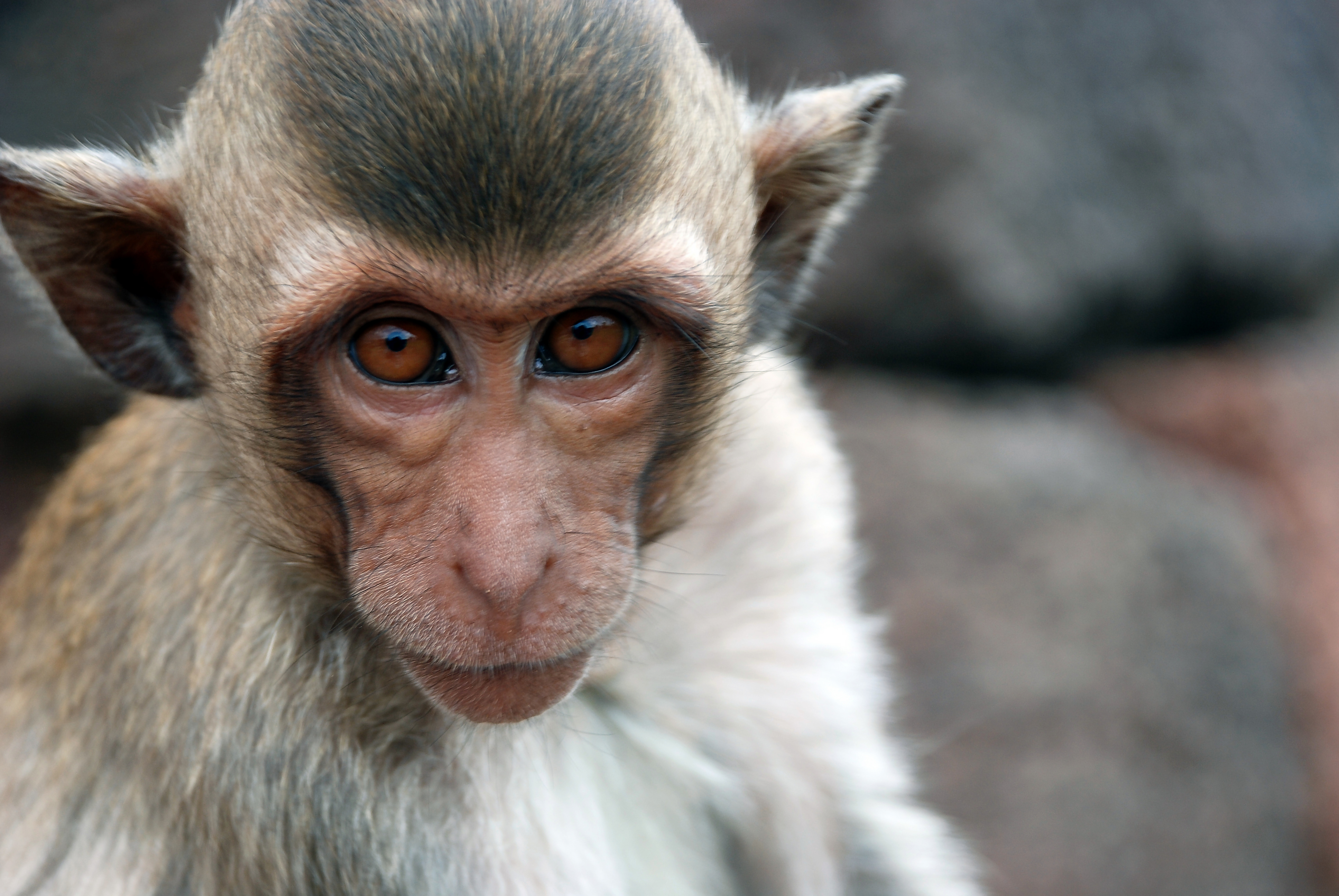
Se descubrió que los macacos cangrejeros, importados de Filipinas, eran portadores del filovirus.

Tras el descubrimiento de un filovirus en macacos cangrejeros, los CDC llevaron a cabo una investigación para rastrear la infección. Los monos fueron importados de Filipinas, país que no tenía registros previos de infecciones por SHFV o ebolavirus. Se sospechó que los monos contrajeron ambas enfermedades durante el tránsito a bordo de la aerolínea KLM  antes de llegar a Reston. Se rastrearon envíos a Nueva York, Texas y Ciudad de México, en ninguno de los cuales se produjeron casos de infección.
En enero de 1990, los Laboratorios Hazelton se recuperaron de sus pérdidas anteriores y empezaron a importar monos de nuevo del mismo establecimiento de Manila que había proporcionado los animales originales. Los monos importados se infectaron y fueron eutanasiados. A principios de febrero, los CDC recibieron informes de la enfermedad en Alice, Texas. En marzo, la División de Cuarentena de los CDC prohibió temporalmente la importación de monos a Estados Unidos desde cualquier parte del mundo.
Tras el anuncio del brote de enfermedad por filovirus en Reston, Virginia, se realizó una encuesta serológica para evaluar la prevalencia de la infección. De los varios cientos de sueros recibidos por los CDC, aproximadamente el diez por ciento mostraron alguna reacción al antígeno del ebolavirus, aunque normalmente a niveles bajos. Curiosamente, la mayoría de los monos positivos procedían de Indonesia.
En mayo de 1990, se envió a Indonesia una investigación dirigida por Susan Fisher-Hoch, Steve Ostroff y Jerry Jennings. Durante la investigación, se planteó la hipótesis de que podría haber una infección cruzada, ya que los monos sospechosos de enfermedad solían colocarse en jaulas colectivas que contenían hasta veinte o treinta monos sospechosos de enfermedad. A su llegada se les informó de que la mayoría de los monos eran importados de la isla de Sumatra. El equipo de investigación no encontró rastro del virus en ninguno de los dos casos.
Tras la investigación en Indonesia, se realizó un experimento en el laboratorio de nivel 4 del campus de los CDC en el condado de DeKalb, Georgia, con treinta y dos monos: dieciséis monos verdes (Cercopithecus aethiops) y dieciséis macacos cangrejeros. La mitad de los dieciséis monos verdes y macacos cangrejeros fueron infectados con el virus Reston y la otra mitad con el virus Ébola. La infección por el virus del Ébola fue letal para casi todos los monos. Sin embargo, la mayoría de los monos infectados con el virus Reston se recuperaron en un mes. Se mantuvo a los monos supervivientes durante dos años para detectar cualquier rastro del virus, pero no se encontró ninguno. Sin embargo, los monos siguieron poseyendo un alto nivel de anticuerpos.

### Post-Reston
Tras la prueba en el campus de los CDC en el condado de DeKalb, dos de los monos que habían sobrevivido a la infección por el virus de Reston fueron infectados con una dosis muy grande del virus del Ébola en un esfuerzo por producir una vacuna contra el Ébola. Uno de los dos monos permaneció resistente; el segundo murió.
El edificio físico en el que se produjo el brote fue demolido el 30 de mayo de 1995 y en su lugar se construyó una guardería. La moderna simulación espacial por ordenador indica que el agente patógeno podría haber llegado a los dos aeropuertos principales (el Aeropuerto Internacional Dulles y el Aeropuerto Nacional Ronald Reagan de Washington) en menos de 45 minutos, suponiendo que las vías de transmisión fueran directas.

### Brotes y casos
- 1989 -1990 Filipinas - Elevada mortalidad de macacos cangrejeros en una instalación de primates encargada de exportar animales a Estados Unidos.[23] Tres trabajadores de la instalación desarrollaron anticuerpos pero no enfermaron.[24]
- 1989 Reston, Virginia, Estados Unidos - El RESTV fue introducido en instalaciones de cuarentena de Virginia y Pensilvania por monos importados de Filipinas.[14]
- 1989-1990 - El RESTV fue introducido en instalaciones de cuarentena de Texas por monos importados de Filipinas. Cuatro humanos desarrollaron anticuerpos pero no enfermaron.[9][25]
- 1996 Alice, Texas, Estados Unidos - Se produce un brote en el Centro de Primates de Texas, que importaba monos de Filipinas.[26]
- 2008 Manila, Filipinas - El 11 de diciembre de 2008, cerdos de granjas situadas ligeramente al norte de Manila, Filipinas, dieron positivo en las pruebas del virus. Los CDC y la Organización Mundial de la Salud están investigando el caso.[27] El 23 de enero de 2009, las autoridades sanitarias filipinas anunciaron que un trabajador de una granja porcina se había infectado con el virus. Aunque el hombre era asintomático y la fuente de la infección es incierta, esto podría representar el primer caso de transmisión de cerdo a humano del virus Reston - un hecho que podría causar preocupación, ya que los cerdos pueden ser capaces de transmitir enfermedades más mortales a los seres humanos. Se investigó la situación[28] y se descubrió que seis trabajadores habían dado positivo en las pruebas de anticuerpos contra el ebolavirus de Reston. Ninguno desarrolló síntomas apreciables de enfermedad.[29]
- 2015 Manila (Filipinas) - El 6 de septiembre, el departamento de sanidad informó de un brote del virus del ébola de Reston en un centro de cría de primates con fines de investigación. Se realizaron pruebas del virus a 25 trabajadores. Todos los trabajadores dieron negativo en las pruebas de detección de la enfermedad.[30]

## En la cultura popular
- El exitoso libro de Richard Preston de 1994, The Hot Zone, dramatizó el brote del virus del Ébola en Reston, Virginia.[31] En 2019, National Geographic emitió una miniserie de seis episodios, también titulada The Hot Zone.